# Dropull i Sipërm
Dropull i Sipërm (řecky: Άνω Δρόπολις, Ano Dropolis) je obec v okresu Gjirokastër, kraji Gjirokastër, jižní Albánii.

## Významní lidé
- Vasilios Sahinis (1897-1943), vůdce povstání v severní Albánii (1942-1943).